# スタッド・オーギュスト＝ボナール
スタッド・オーギュスト＝ボナール（Stade Augsute=Bonal）は、フランス・ブルゴーニュ＝フランシュ＝コンテ地域圏ドゥー県モンベリアルにあるサッカー専用スタジアム。FCソショー＝モンベリアルがホームスタジアムとして使用している。

## 概要
1931年に開場し、1998年から2年をかけて行われたスタジアムの全面改修によって近代的な現在のスタジアムとなった。
スタジアム名の「オーギュスト＝ボナール」は、かつてFCソショー＝モンベリアルの会長兼実業家でもあったオーギュスト・ボナールから取られたものである。
2018年、フリアニの悲劇を受けてフランスでは立ち見スタンドは禁止されていたが、他4つのスタジアムとともにこのスタジアムは立ち見スタンドの試験運用が実施された。

## 開催された主な試合
- 国際Aマッチ

| 日付           | ホームチーム | 結果 | アウェーチーム | 大会               |
| -------------- | ------------ | ---- | -------------- | ------------------ |
| 2006年10月11日 | フランス     | 5-0  | フェロー諸島   | UEFA EURO 2008予選 |

## ギャラリー

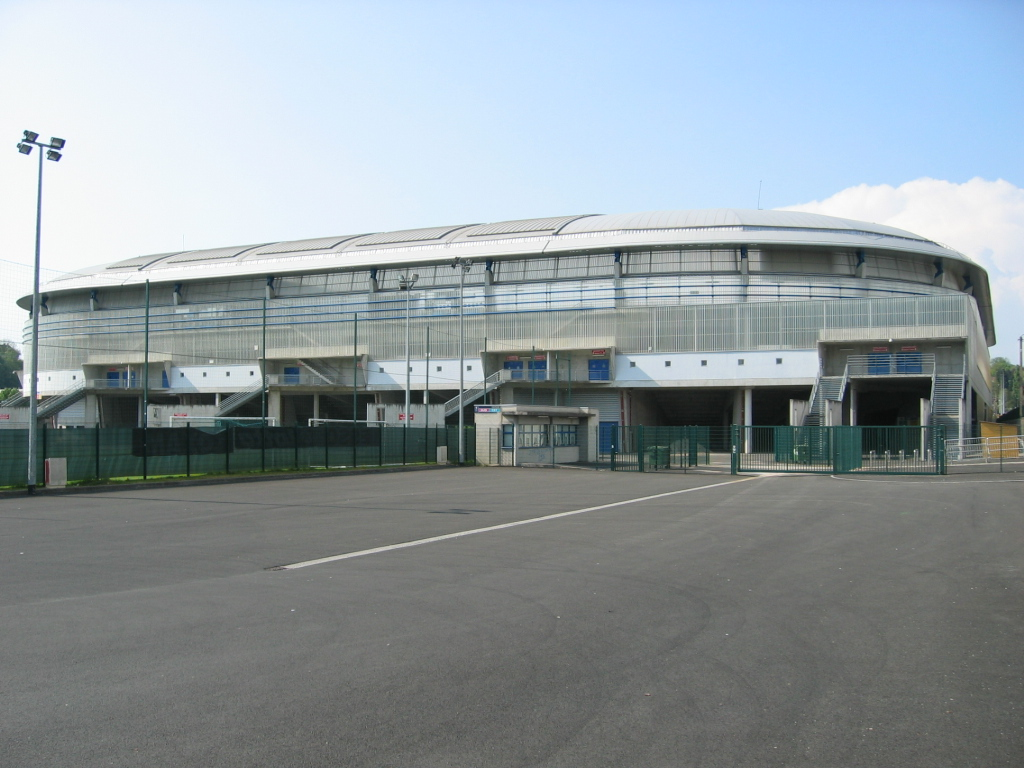
2007年の外観1
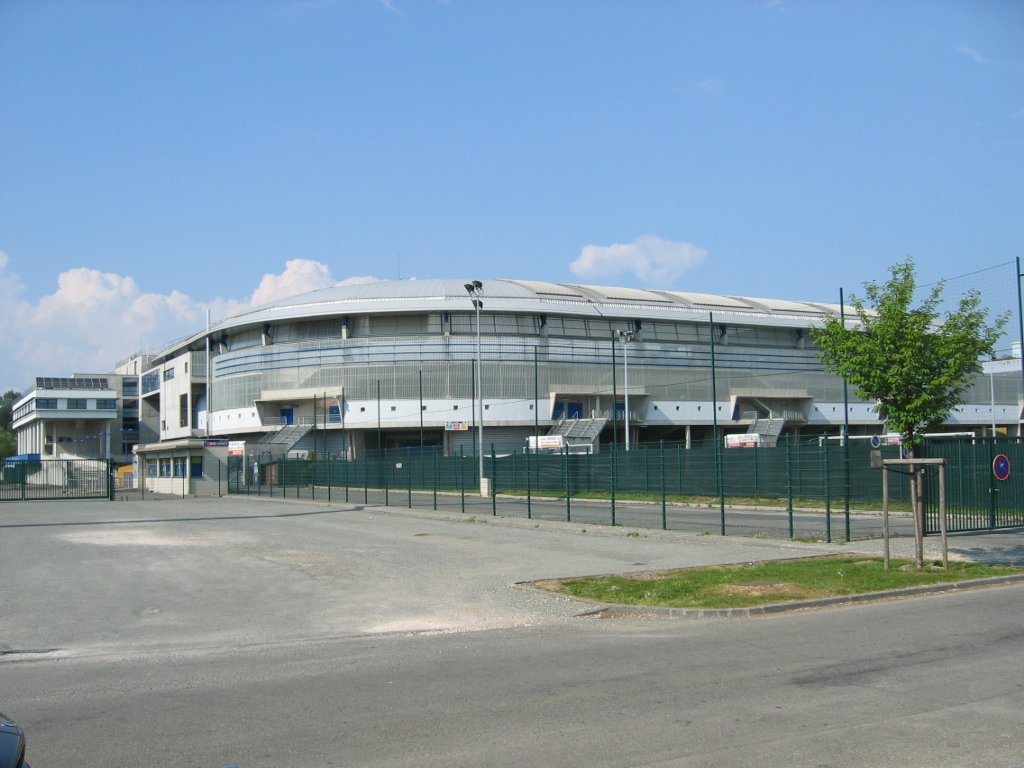
2007年の外観2
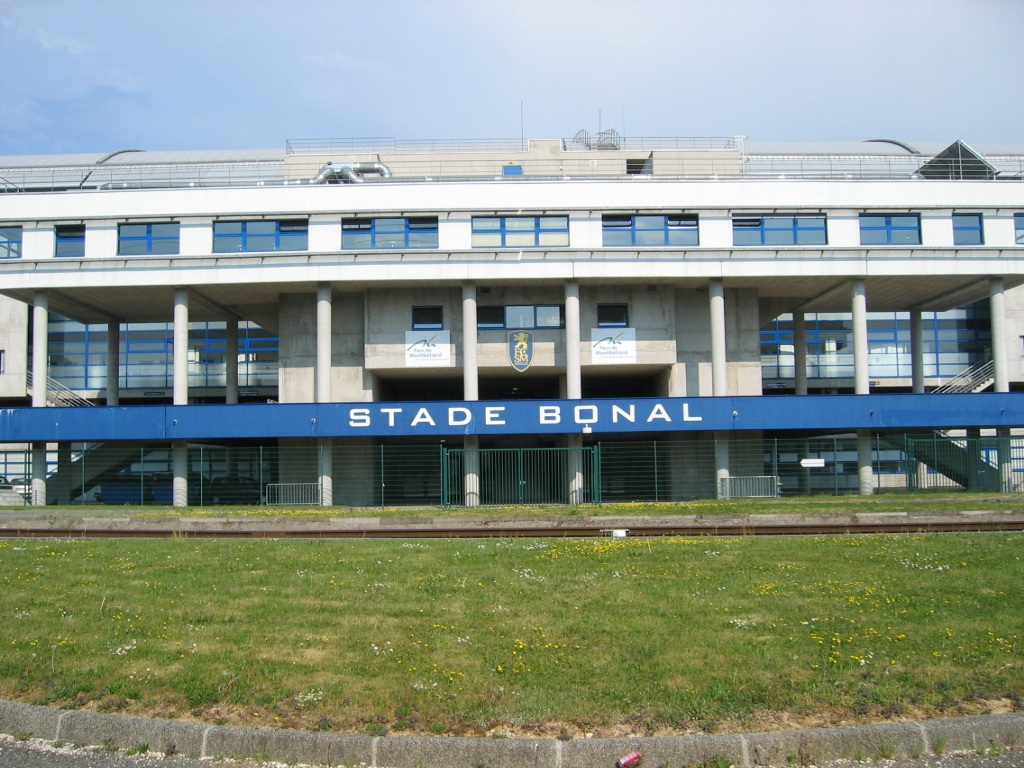
2007年の外観3
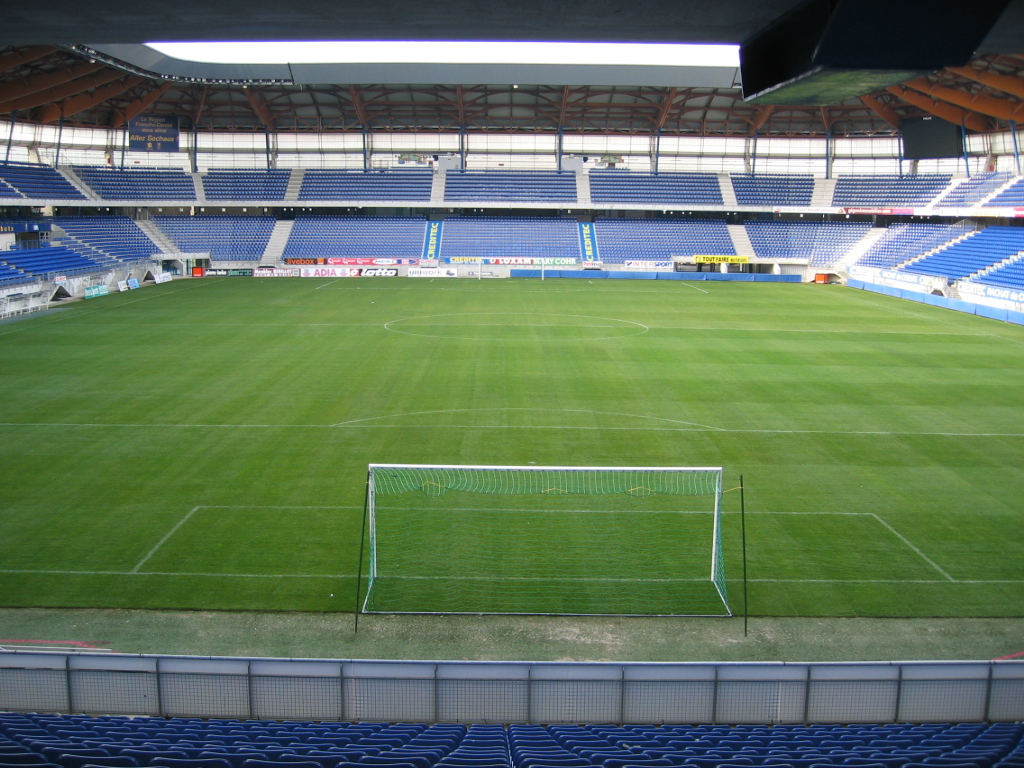
2007年の内観1
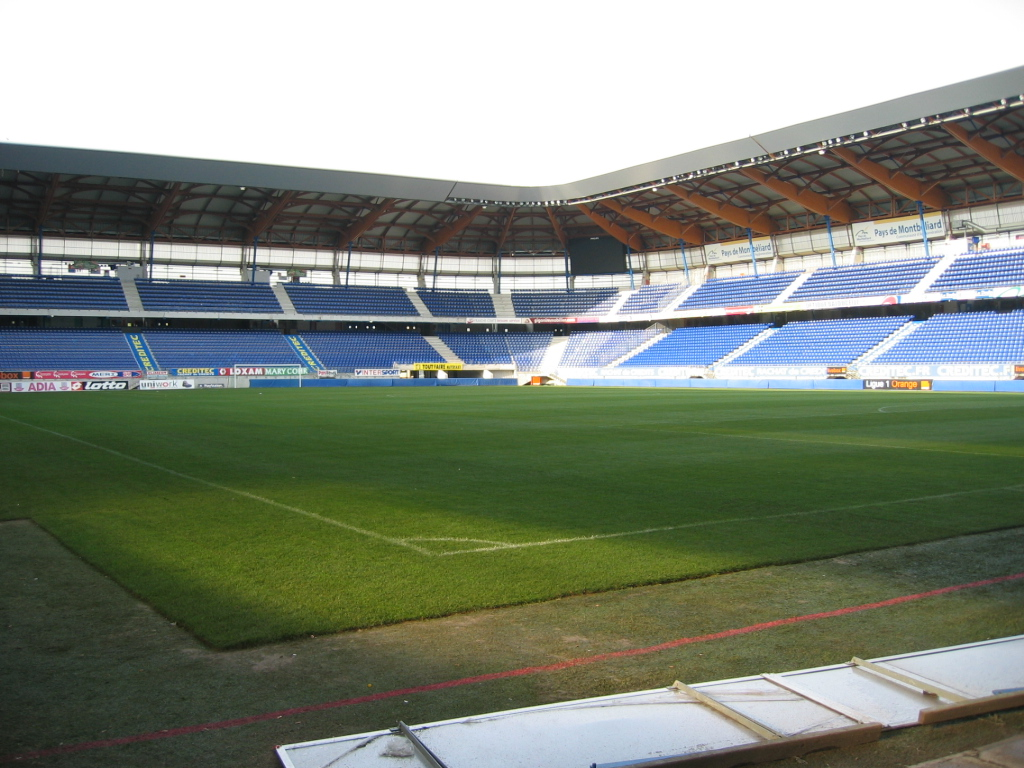
2007年の内観2